# Wälder und Feuchtgebiete bei Weißkeißel
Wälder und Feuchtgebiete bei Weißkeißel este o arie protejată (arie specială de conservare — SAC, sit de importanță comunitară — SCI) din Germania întinsă pe o suprafață de 261 ha, integral pe uscat.

## Localizare
Centrul sitului Wälder und Feuchtgebiete bei Weißkeißel este situat la coordonatele 51°30′27″N 14°41′26″E / 51.5075°N 14.6906°E.

## Înființare
Situl Wälder und Feuchtgebiete bei Weißkeißel a fost declarat sit de importanță comunitară în iunie 2002 pentru a proteja 2 specii de animale. Situl a fost protejat și ca arie specială de conservare în aprilie 2011.

## Biodiversitate
Situată în ecoregiunea continentală, aria protejată conține 7 habitate naturale: Lacuri eutrofice naturale cu vegetație de tip Magnopotamion sau Hydrocharition, Cursuri de apă de la nivel de câmpie la nivel montan, cu vegetație Ranunculion fluitantis și Callitricho-Batrachion, Pajiști umede nord-atlantice cu Erica tetralix, Fânețe de joasă altitudine (Alopecurus pratensis, Sanguisorba officinalis), Mlaștini turboase de tranziție și turbării mișcătoare, Mlaștini împădurite, Păduri aluvionare cu Alnus glutinosa și Fraxinus excelsior (Alno-Padion, Alnion incanae, Salicion albae).
La baza desemnării sitului se află mai multe specii protejate:
- mamifere (1): vidră de râu (Lutra lutra)
- nevertebrate (1): libelule (Leucorrhinia pectoralis)